# Eric Nilsson (grafiker)
Clas Eric Nilsson, född 15 maj 1911 i Gävle, död 11 februari 1986 i Boo församling, var en svensk tecknare och grafiker.
Eric Nilsson var son till verkstadsförmannen Claes Edvard Nilsson och Selma Teresia Norén och från 1949 gift med Karin Ingrid Törnqvist. Nilsson började i unga år arbeta som metallarbetare inom verkstadsindustrin, samtidigt studerade han konst på ABF kurser för Harald Lindberg. Han fortsatte sina konststudier vid Tekniska skolan i Stockholm 1934–1935 och för Pierre Olofsson och Harald Lindberg vid Konststudiegruppen 1945–1949. Därefter företog han studieresor till Nederländerna, Tyskland och Norge. Efter att han medverkat i samlingsutställningar i Nyköping, Norrtälje och med Sveriges allmänna konstförening debuterade han med en separatutställning på De ungas salong i Stockholm 1953. Hans konst består av naturåtergivningar och landskapstolkningar utförda i akvarell eller i form av tecknare och grafiska blad.